# Ang babaeng humayo
Ang babaeng humayo (Engels: The Woman Who Left) is een Filipijnse dramafilm uit 2016 onder regie van Lav Diaz. Hij won met deze film de Gouden Leeuw op het filmfestival van Venetië.

## Verhaal
Horacia wordt na 30 jaar plotseling vrijgelaten uit de gevangenis, wanneer iemand anders de misdaad bekent. Ze is nog uit het lood geslagen door haar nieuwe vrijheid, als ze erachter komt dat haar vroegere, rijke minnaar haar heeft opgelicht. Ze ziet haar kans om hem een lesje te leren, wanneer er ineens gericht ontvoeringen plaatsvinden tegen de rijken.

## Rolverdeling
| Acteur              | Personage          |
| ------------------- | ------------------ |
| Charo Santos-Concio | Horacia Somorostro |
| John Lloyd Cruz     | Hollanda           |
| Michael De Mesa     | Rodrigo Trinidad   |
| Nonie Buencamino    | Magbabalot         |
| Shamaine Buencamino | Petra              |
| Mae Paner           | Cipier             |
| Mayen Estanero      | Nena               |
| Marjorie Lorico     | Minerva            |
| Lao Rodriguez       | Vader              |
| Kakai Bautista      | Dading             |
| Jo-Ann Requiestas   | Taba               |